# Gamelione
Gamelione (in greco antico: Γαμηλιών?, Gameliòn - matrimonio) era il nome del settimo mese del calendario attico nell'antica Grecia.

## Caratteristiche
Gamelione aveva una durata di 30 giorni e cadeva nel periodo corrispondente al nostro calendario tra il 22 gennaio e il 20 febbraio circa. Il nome del mese era legato ai Gamelii (in greco antico: Γαμήλιοι θεοί?), le divinità protettrici dei matrimoni.
Durante questo mese si celebravano le Gamelie, le feste in ricordo delle mitiche nozze di Era con Zeus (commemorate il 26 del mese). Nell'antica Grecia, inoltre, vigeva la consuetudine, di celebrare i matrimoni soprattutto in questo mese.